# Roodvleugelbreedbektiran
De roodvleugelbreedbektiran (Platyrinchus leucoryphus) is een zangvogel uit de familie Tyrannidae (tirannen).

## Verspreiding en leefgebied
Deze soort komt voor van zuidoostelijk Brazilië (Espírito Santo) tot oostelijk Paraguay en noordoostelijk Argentinië.

## Status
De grootte van de populatie wordt geschat op 2500-10.000 volwassen vogels. Omdat de populatie klein is en er veel geschikt habitat verloren gaat door ontbossing heeft deze soort op de Rode lijst van de IUCN de status kwetsbaar.